# Liste der Monuments historiques in Milly-la-Forêt
Die Liste der Monuments historiques in Milly-la-Forêt führt die Monuments historiques in der französischen Gemeinde Milly-la-Forêt auf.

## Liste der Bauwerke
| Bezeichnung                             | Beschreibung | Standort                               | Kennzeichnung | Schutzstatus | Datum | Bild |
| --------------------------------------- | ------------ | -------------------------------------- | ------------- | ------------ | ----- | ---- |
| Kapelle St-Blaise-des-Simples           |              | Rue de la Chapelle-Saint-Blaise (Lage) | PA00087957    | Classé       | 2015  |      |
| Schloss                                 |              | 1, rue Saint-Pierre (Lage)             | PA91000003    | Inscrit      | 1996  |      |
| Stiftskirche Notre-Dame-de-l’Assomption |              | (Lage)                                 | PA00087958    | Inscrit      | 1926  |      |
| Markthalle                              |              | (Lage)                                 | PA00087959    | Classé       | 1923  |      |
| Haus                                    |              | 11, bis, rue du Lau (Lage)             | PA00087960    | Inscrit      | 1969  |      |
| Moutier de Péronne                      |              | 41, bis, rue Langlois (Lage)           | PA00087962    | Inscrit      | 1984  |      |
| Menhir Pierre Droite                    |              | (Lage)                                 | PA00087961    | Classé       | 1974  |      |

## Liste der Objekte
- Monuments historiques (Objekte) in Milly-la-Forêt in der Base Palissy des französischen Kultusministeriums